# Denmark, Western Australia
Denmark är en ort i Australien. Den ligger i kommunen Denmark och delstaten Western Australia, omkring 360 kilometer sydost om delstatshuvudstaden Perth. Antalet invånare är 2 117.
Runt Denmark är det mycket glesbefolkat, med 3 invånare per kvadratkilometer.. Denmark är det största samhället i trakten. 
Genomsnittlig årsnederbörd är 1 249 millimeter. Den regnigaste månaden är juni, med i genomsnitt 198 mm nederbörd, och den torraste är februari, med 18 mm nederbörd.